# Diócesis de Ahiara
La diócesis de Ahiara (en latín: Dioecesis Ahiarana y en inglés: Roman Catholic Diocese of Ahiara) es una circunscripción eclesiástica de la Iglesia católica en Nigeria. Se trata de una diócesis latina, sufragánea de la arquidiócesis de Owerri. Desde el 3 de mayo de 2024 su obispo electo es Simeon Okezuo Nwobi, de los Misioneros Hijos del Inmaculado Corazón de María.

## Territorio y organización
La diócesis tiene 425 km² y extiende su jurisdicción sobre los fieles católicos de rito latino residentes en la región llamada Mbaise del estado de Imo.
La sede de la diócesis se encuentra en la ciudad de Ahiara, en donde se halla la Catedral de Santa María Madre de la Iglesia.
En 2022 en la diócesis existían 82 parroquias.

## Historia
La diócesis fue erigida el 18 de noviembre de 1987 con la bula Dominici gregis del papa Juan Pablo II, obteniendo el territorio de la diócesis de Owerri (hoy arquidiócesis).
Originariamente sufragánea de la arquidiócesis de Onitsha, el 26 de marzo de 1994 pasó a formar parte de la provincia eclesiástica de Owerri.
El nombramiento del segundo obispo, Peter Ebere Okpaleke, que tuvo lugar en diciembre de 2012, desencadenó una situación muy delicada: no ser originario de la diócesis y no pertenecer a la etnia mbaise, mayoritaria en la zona, los fieles y el clero de la diócesis opuesta a la sucesión. Sin embargo, la consagración de Okpaleke tuvo lugar en la catedral de Owerri, pero nunca pudo tomar posesión de la diócesis. Para intentar resolver la cuestión, el papa Francisco nombró en julio de 2013 al cardenal John Olorunfemi Onaiyekan, arzobispo de Abuya, administrador apostólico ad nutum Sanctae Sedis de la diócesis.
En junio de 2017 el papa Francisco intervino en la polémica aún abierta, obligando a todos los sacerdotes de la diócesis a enviarle una carta pidiéndole perdón por su comportamiento y a aceptar las decisiones del papa y el nombramiento del nuevo obispo; para quienes incumplan, hay suspensión a divinis y pérdida de sus deberes pastorales. Varias fuentes de prensa han anunciado que las cartas han sido enviadas, pero los disturbios continúan y persiste un punto muerto con fieles y sacerdotes divididos en posiciones opuestas.
El 19 de febrero de 2018 el papa Francisco aceptó la dimisión presentada por Peter Ebere Okpaleke.

## Estadísticas
Según el Anuario Pontificio 2023 la diócesis tenía a fines de 2022 un total de 453 005 fieles bautizados.
| Año                                                                             | Población            | Población | Población      | Sacerdotes | Sacerdotes    | Sacerdotes    | Bautizados por sacerdote | Diáconos permanentes | Religiosos | Religiosos | Parroquias |
| Año                                                                             | Bautizados católicos | Total     | % de católicos | Total      | Clero secular | Clero regular | Bautizados por sacerdote | Diáconos permanentes | Varones    | Mujeres    | Parroquias |
| ------------------------------------------------------------------------------- | -------------------- | --------- | -------------- | ---------- | ------------- | ------------- | ------------------------ | -------------------- | ---------- | ---------- | ---------- |
| 1990                                                                            | 331 443              | 391 430   | 84.7           | 52         | 52            |               | 6373                     |                      |            | 24         | 23         |
| 1999                                                                            | 398 522              | 495 772   | 80.4           | 90         | 86            | 4             | 4428                     |                      | 4          | 39         | 46         |
| 2000                                                                            | 407 522              | 508 166   | 80.2           | 94         | 92            | 2             | 4335                     |                      | 4          | 39         | 48         |
| 2001                                                                            | 422 110              | 520 870   | 81.0           | 117        | 115           | 2             | 3607                     |                      | 4          | 39         | 51         |
| 2002                                                                            | 392 968              | 490 288   | 80.2           | 109        | 106           | 3             | 3605                     |                      | 7          | 41         | 52         |
| 2003                                                                            | 395 560              | 502 545   | 78.7           | 116        | 113           | 3             | 3410                     |                      | 3          | 44         | 56         |
| 2004                                                                            | 401 506              | 510 623   | 78.6           | 115        | 112           | 3             | 3491                     |                      | 3          | 51         | 62         |
| 2006                                                                            | 416 000              | 539 000   | 77.2           | 129        | 126           | 3             | 3224                     |                      | 3          | 57         | 66         |
| 2012                                                                            | 489 000              | 634 000   | 77.1           | 122        | 115           | 7             | 4008                     |                      | 16         | 112        | 73         |
| 2015                                                                            | 519 000              | 673 000   | 77.1           | 135        | 128           | 7             | 3844                     |                      | 16         | 127        | 73         |
| 2018                                                                            | 450 520              | 669 755   | 67.3           | 113        | 103           | 10            | 3986                     |                      | 10         | 163        | 73         |
| 2020                                                                            | 443 187              | 639 542   | 69.3           | 155        | 147           | 8             | 2859                     |                      | 8          | 158        | 79         |
| 2022                                                                            | 453 005              | 656 000   | 69.1           | 184        | 175           | 9             | 2461                     |                      | 9          | 168        | 82         |
| Fuente: Catholic-Hierarchy, que a su vez toma los datos del Anuario Pontificio. |                      |           |                |            |               |               |                          |                      |            |            |            |

## Episcopologio
- Victor Adibe Chikwe † (18 de noviembre de 1987-16 de septiembre de 2010 falleció)
  - Sede vacante (desde 2010)
  - Peter Ebere Okpaleke (7 de diciembre de 2012-19 de febrero de 2018 renunció)[nota 1]</ref> (obispo electo)
  - John Olorunfemi Onaiyekan (3 de julio de 2013-19 de febrero de 2018) (administrador apostólico sede vacante)[8]
  - Lucius Iwejuru Ugorji,[nota 2] desde el 19 de febrero de 2018 (administrador apostólico sede vacante)
- Simeon Okezuo Nwobi, C.M.F., desde el 3 de mayo de 2024